# Catedral de San Agustín (Tucson)
La Catedral de San Agustín (en inglés: Cathedral of Saint Augustine) es la iglesia madre de la diócesis de Tucson. Se encuentra ubicada en Arizona al sur de los Estados Unidos.La historia de la parroquia de la catedral se inició con la fundación de la capilla de la Real Presidio de San Agustín en Tucson, que fue construida en 1776. Para la década de 1850, tanto el presidio como su capilla habían caído en desuso, por lo que el Padre Joseph Machebeuf fue enviado a estudiar el estado de la zona en la década de 1860. Aconsejó al obispo de Santa Fe que un sacerdote debía ser asignado a la ubicación, que tenía una población de 600 personas. La iglesia fue reconstruida por el obispo Peter Bourgade en 1897; los planes originales pidieron una estructura gótica, pero las agujas no se completaron. Fue sólo en 1928 que la estructura de ladrillo se transformó en su actual forma barroca mexicana, incluyendo la fachada de hormigón, que se inspiró en la Catedral de Querétaro, México. 
Un proyecto de restauración, hizo que el edificio fuese totalmente demolido y reconstruido, con la excepción de su fachada y las torres, y coincidió con el centenario aniversario de la finalización de la iglesia original. Se inició en 1966 y se terminó en 1968. 